# Biesenthal
Biesenthal is een stad in de Duitse deelstaat Brandenburg, gelegen in het Landkreis Barnim. De stad telt 6.029 inwoners.

## Geografie
Biesenthal heeft een oppervlakte van 60,48 km² en ligt in het oosten van Duitsland.

## Indeling gemeente
De volgende Ortsteile maken deel uit van de gemeente:
- Danewitz (sinds 26 oktober 2003)

## Verkeer en vervoer

### Autowegen
De stad ligt aan de Bundesstraße 2. Daarnaast loopt de Bundesautobahn 11 door de gemeente maar heeft daar geen aansluitingen.

### Spoorwegen
Biesenthal heeft een station, station Biesenthal, aan de spoorlijn Berlijn - Szczecin.

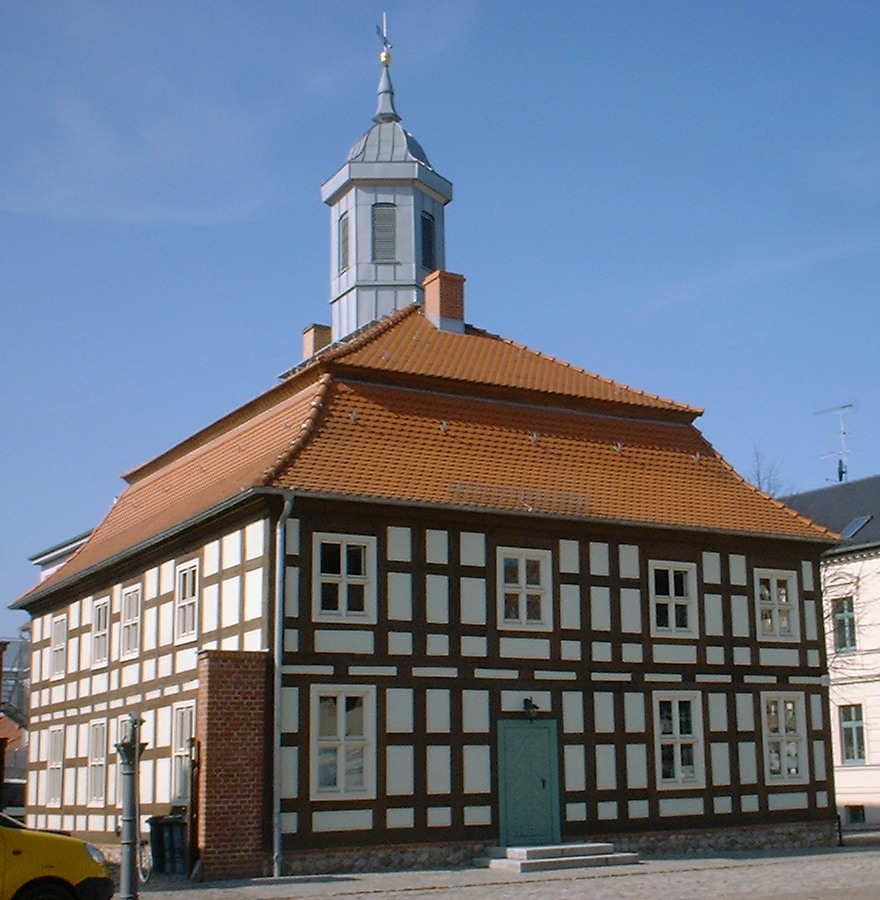
Gemeentehuis
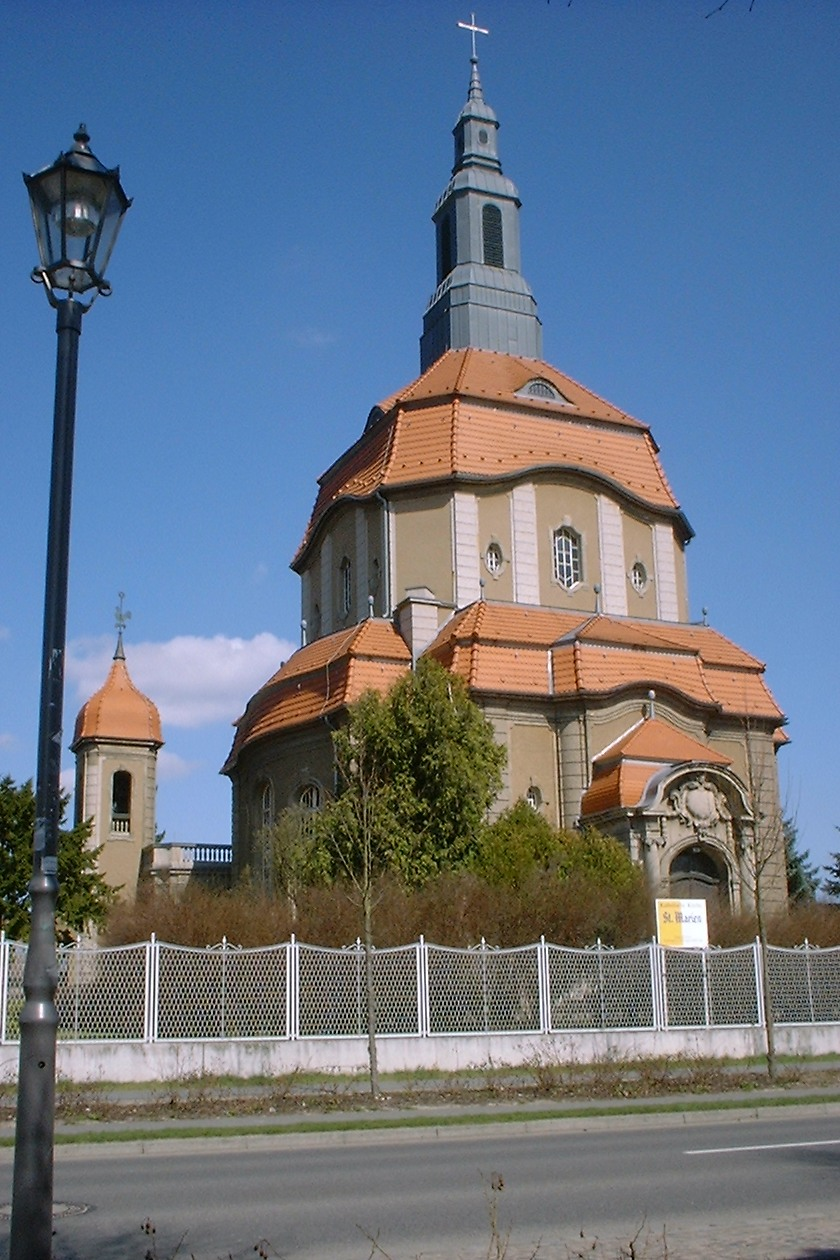
Katholieke Kerk St. Marien